# 長岡村 (東京府)
長岡村（ながおかむら）とは、神奈川県、東京府西多摩郡にかつて存在した村である。現在の瑞穂町の西部に位置する。瑞穂町の地名として現存する。

## 歴史

### 村名の由来
長谷部新田の「長」と下師岡新田の「岡」から取った合成地名。

### 沿革
- 1889年（明治22年）4月1日 - 町村制の施行に伴い、長谷部新田と下師岡新田が合併して長岡村が発足。神奈川県西多摩郡箱根ヶ崎村、石畑村、殿ヶ谷村と町村組合を結成し、箱根ヶ崎村外三ヶ村組合が発足。
- 1893年（明治26年）4月1日 - 東京府へ移管。
- 1940年（昭和15年）11月10日 - 箱根ヶ崎村外三ヶ村組合を廃止。各村が合併して瑞穂町を新設。同日長岡村廃止。瑞穂町大字長岡長谷部、長岡下師岡となる。